# Menthogonus crassispinus
Menthogonus crassispinus är en insektsart som beskrevs av Boulard 1979. Menthogonus crassispinus ingår i släktet Menthogonus och familjen hornstritar. Inga underarter finns listade i Catalogue of Life.